# St. Magnus (Tating)

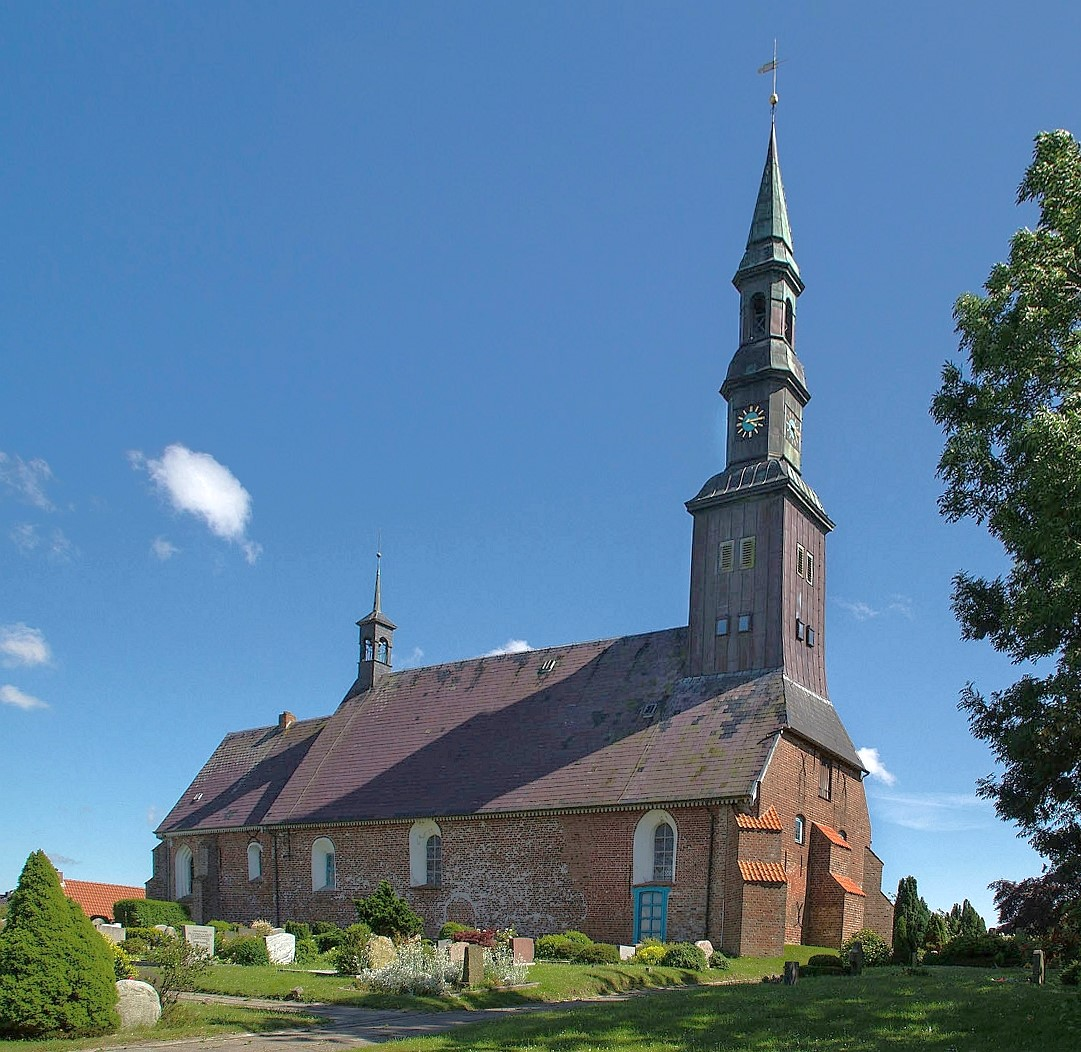
Außenansicht (2015)

Die evangelische St.-Magnus-Kirche ist die älteste Kirche auf der Halbinsel Eiderstedt und ein ortsbildprägendes Kirchengebäude in Tating, einer Gemeinde im Kreis Nordfriesland in Schleswig-Holstein. Sie ist neben der St.-Nikolai-Kirche in Ording und der St.-Peter-Kirche in St. Peter-Dorf eine der drei Kirchen der Kirchengemeinde St. Peter-Ording-Tating im Kirchenkreis Nordfriesland der Evangelisch-Lutherischen Kirche in Norddeutschland.

## Geschichte

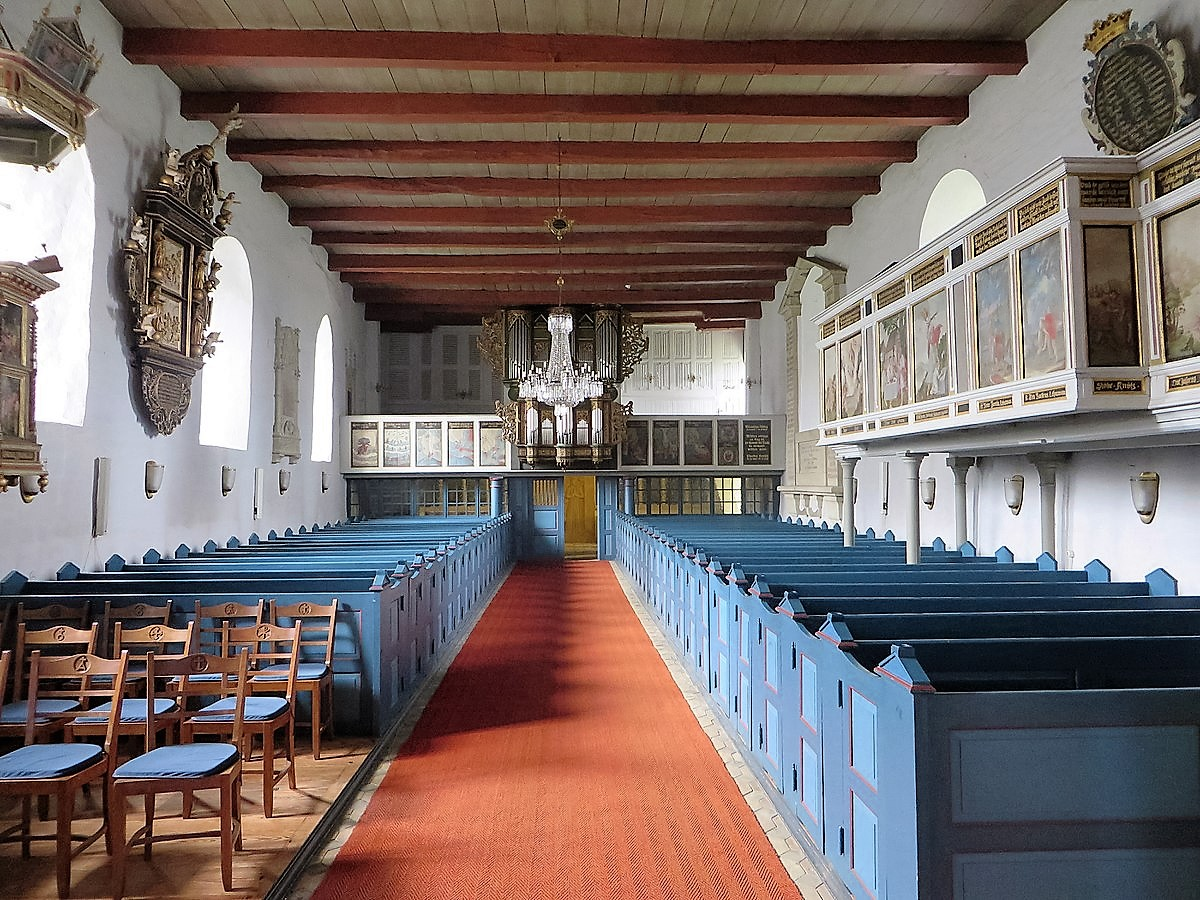
Blick in den Kirchenraum (2017)

St. Magnus zu Tating ist das älteste Gotteshaus der Landschaft Eiderstedt, seine Gründung reicht bis ins Jahr 1103 zurück. Ursprünglich als hölzerne Kapelle erbaut, wurde die Kirche dem Heiligen Magnus geweiht. Im Laufe der Jahrhunderte wurde das Gebäude mehrfach erweitert und umgestaltet. Der älteste noch erhaltene Teil der Kirche ist der Zwischenchor aus der Romanik des 12. Jahrhunderts. Im 13. Jahrhundert entstanden der östliche Chor und der östliche Teil des Schiffes im gotischen Stil. In nachmittelalterlicher Zeit wurde das Schiff nach Westen erweitert. Ihren markanten Turm erhielt die Kirche erst 1661/62. Im Jahr 1979 fand eine umfassende Renovierung der Kirche statt, bei der die historische Ausstattung erhalten und restauriert wurde.

## Architektur
Die Architektur der Kirche spiegelt die verschiedenen Epochen wider, die das Bauwerk geprägt haben. Der romanische Zwischenchor aus dem 12. Jahrhundert bildet das älteste Element. Der östliche Chor und das Schiff, die im 13. Jahrhundert im gotischen Stil errichtet wurden, zeigen die Weiterentwicklung der Baukunst in dieser Zeit. Der westliche Teil des Schiffes wurde nachmittelalterlich hinzugefügt. Die schrägen Stützpfeiler und der südliche Vorbau, die in späteren Jahrhunderten ergänzt wurden, verleihen der Kirche ihr heutiges charakteristisches Aussehen. Der Kirchturm, der 1661/62 erbaut wurde, stellt ein bedeutendes Beispiel für die norddeutsche Kirchenarchitektur dar.

## Ausstattung

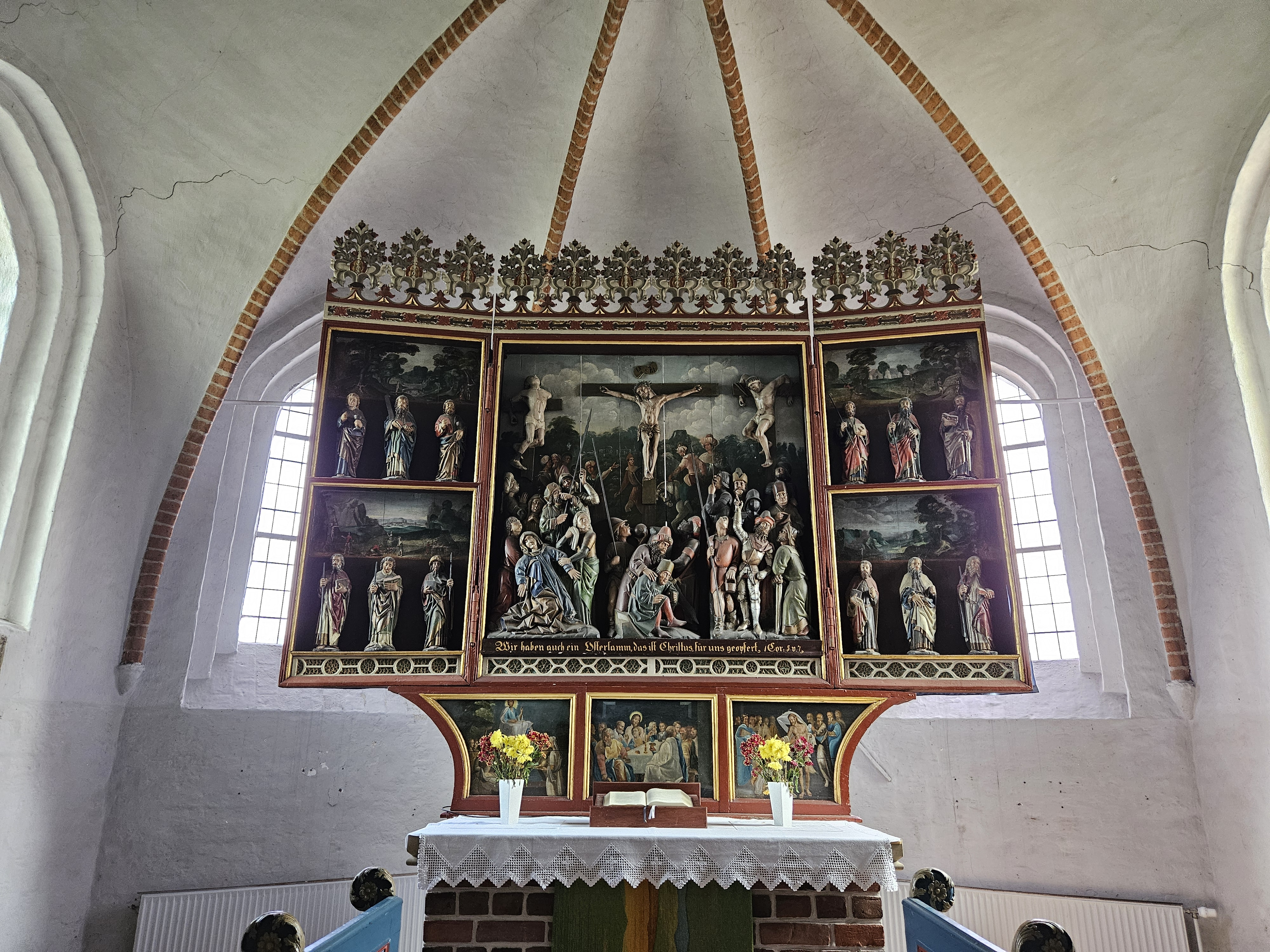
Altar (2024)

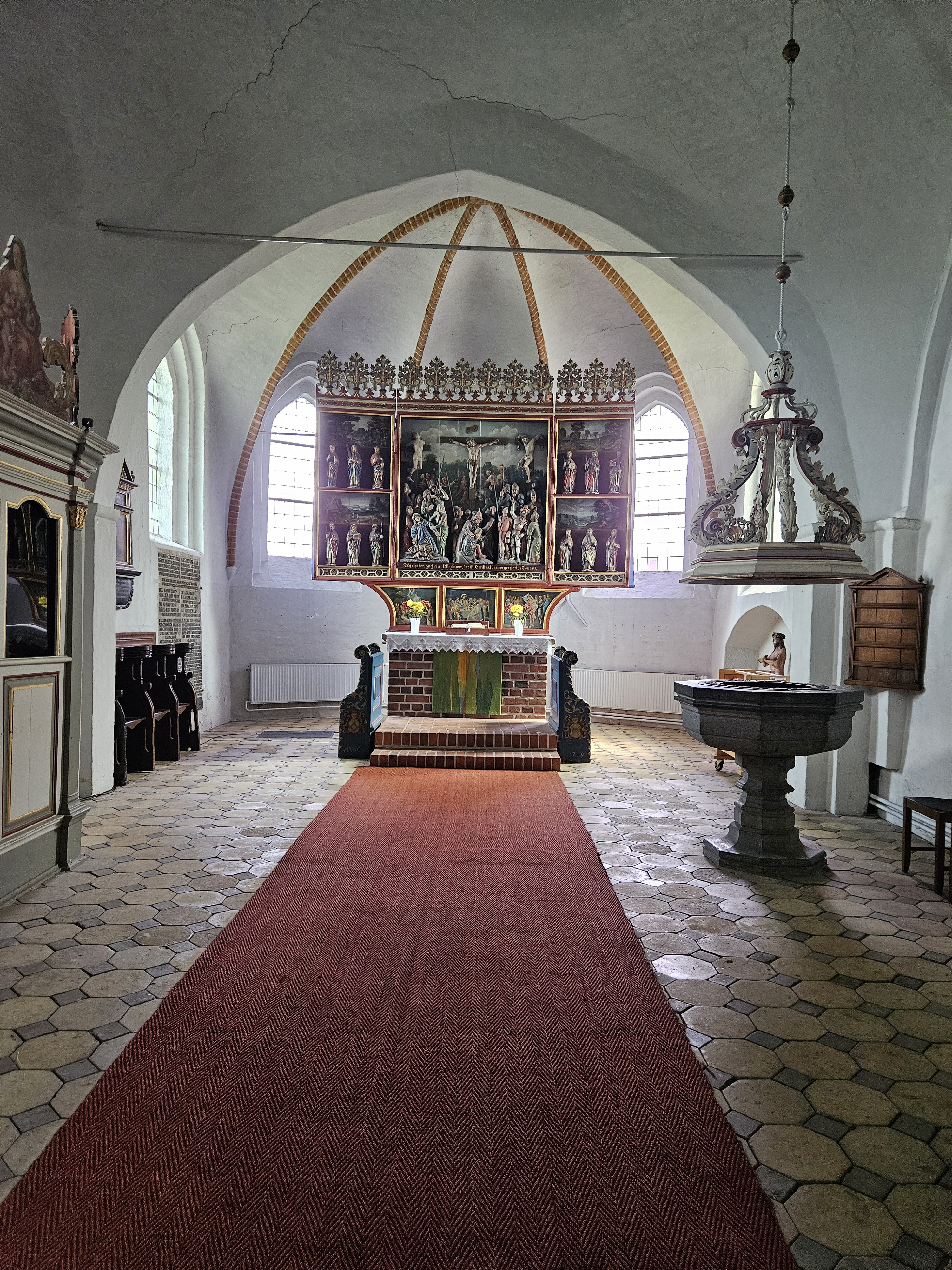
Altarraum (2024)

### Altar
Der Altar in St. Magnus stammt aus dem Jahr 1480 und ist mit einem detaillierten Landschaftshintergrund ausgestattet. Ein Predellagemälde von 1631 ergänzt die Szenerie. Besonders hervorzuheben sind die spätgotischen Passionsgemälde auf den Flügelrückseiten, die kunsthistorisch von hohem Wert sind. Die Bemalungen und Schnitzereien auf dem Altar stellen Szenen aus dem Leben Jesu dar und dienten im Mittelalter als „Bibel für die Augen“, um den Gläubigen die biblischen Geschichten zu vermitteln. Besonders bemerkenswert ist das Bild des „ungläubigen Thomas“, das auch auf der Orgel dargestellt ist.

### Triumphkreuz
Das Triumphkreuz, das den Eingang zum Altarraum markiert, stammt aus dem Jahr 1420. Die Triumphkreuzgruppe der Kirche besteht aus einer Christusfigur, die um 1500 entstand, sowie den Figuren von Maria und Johannes, die auf das Jahr 1420 datiert werden. Ursprünglich befanden sich diese Figuren im Chorbogen der Kirche und zählen zu den bedeutendsten sakralen Kunstwerken der Region.  Auffällig ist, dass die üblichen Zeichen der Auferstehung am Kreuz fehlen, was möglicherweise darauf zurückzuführen ist, dass man die Bedeutung des Leides nicht schmälern wollte.

### Beichtstuhl
Der Beichtstuhl der St. Magnus Kirche, der sich im Chorraum befindet, stammt aus dem 18. Jahrhundert. Früher war die Beichte ein wichtiger Bestandteil des kirchlichen Lebens in Eiderstedt. Heute wird der Beichtstuhl nicht mehr genutzt, symbolisiert aber die lange Tradition der Kirche.

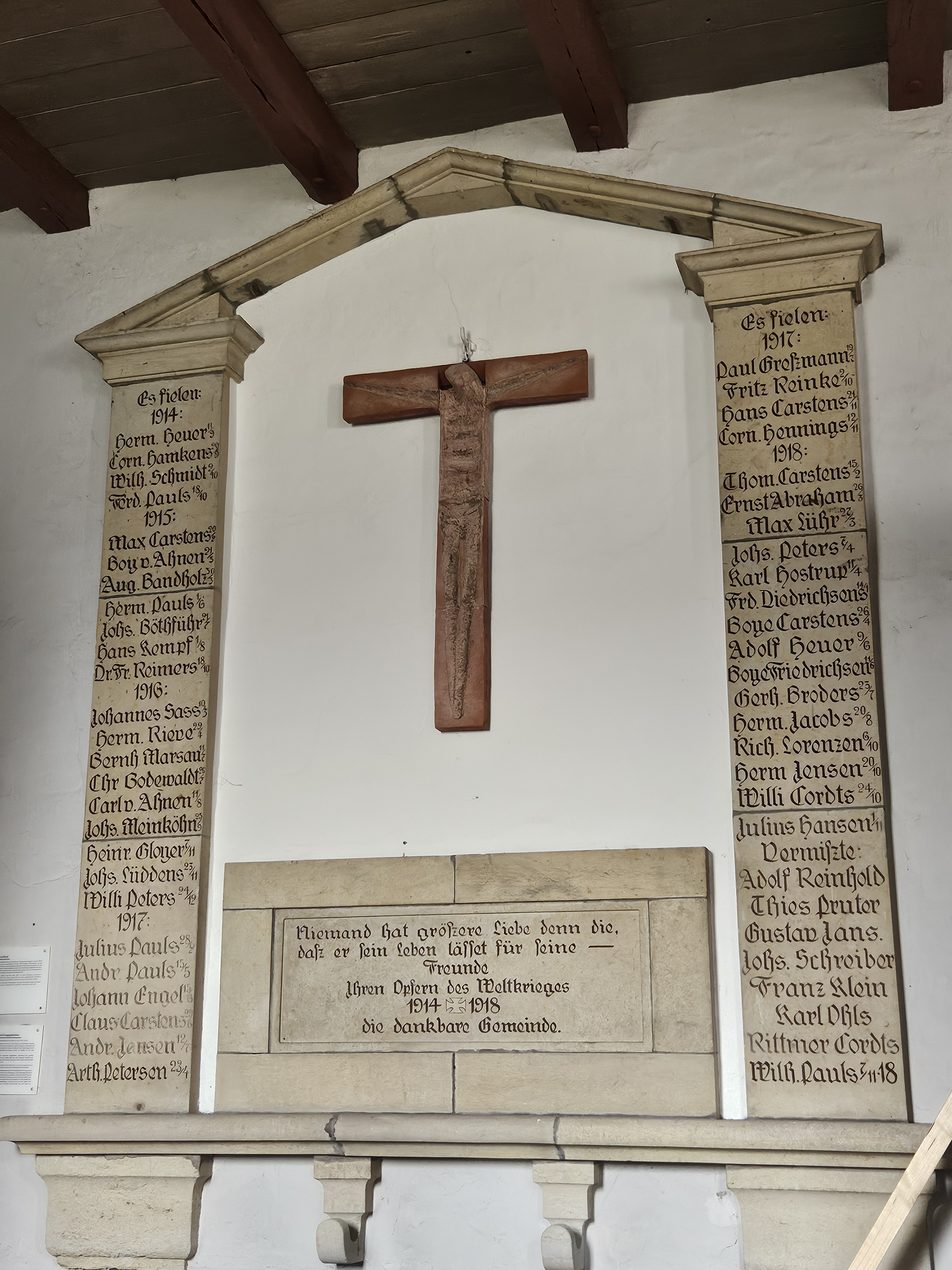
Gedenken an die Opfer des 1. Weltkriegs (2024)

### Kriegsgedenken
In der Kirche finden sich mehrere Gedenktafeln für die Gefallenen der Kriege. Besonders die monumentale Steintafel an der Nordseite erinnert an die Opfer des Ersten Weltkriegs. Ursprünglich als Ort der „Heldenverehrung“ gedacht, wurde die Tafel in der Nachkriegszeit umgedeutet. Heute steht sie als Mahnmal für die Sinnlosigkeit des Krieges.

### Kanzel
Die Kanzel der Kirche, die um 1540 errichtet wurde, ist die älteste auf Eiderstedt und zeigt deutlich gotische Einflüsse. Sie ist reich verziert mit Szenen aus der Bibel, die die Bedeutung des Wortes Gottes und des Heiligen Geistes unterstreichen. Die Kanzel steht im Zentrum der Predigtkultur, die mit der Reformation eine neue Bedeutung erhielt.

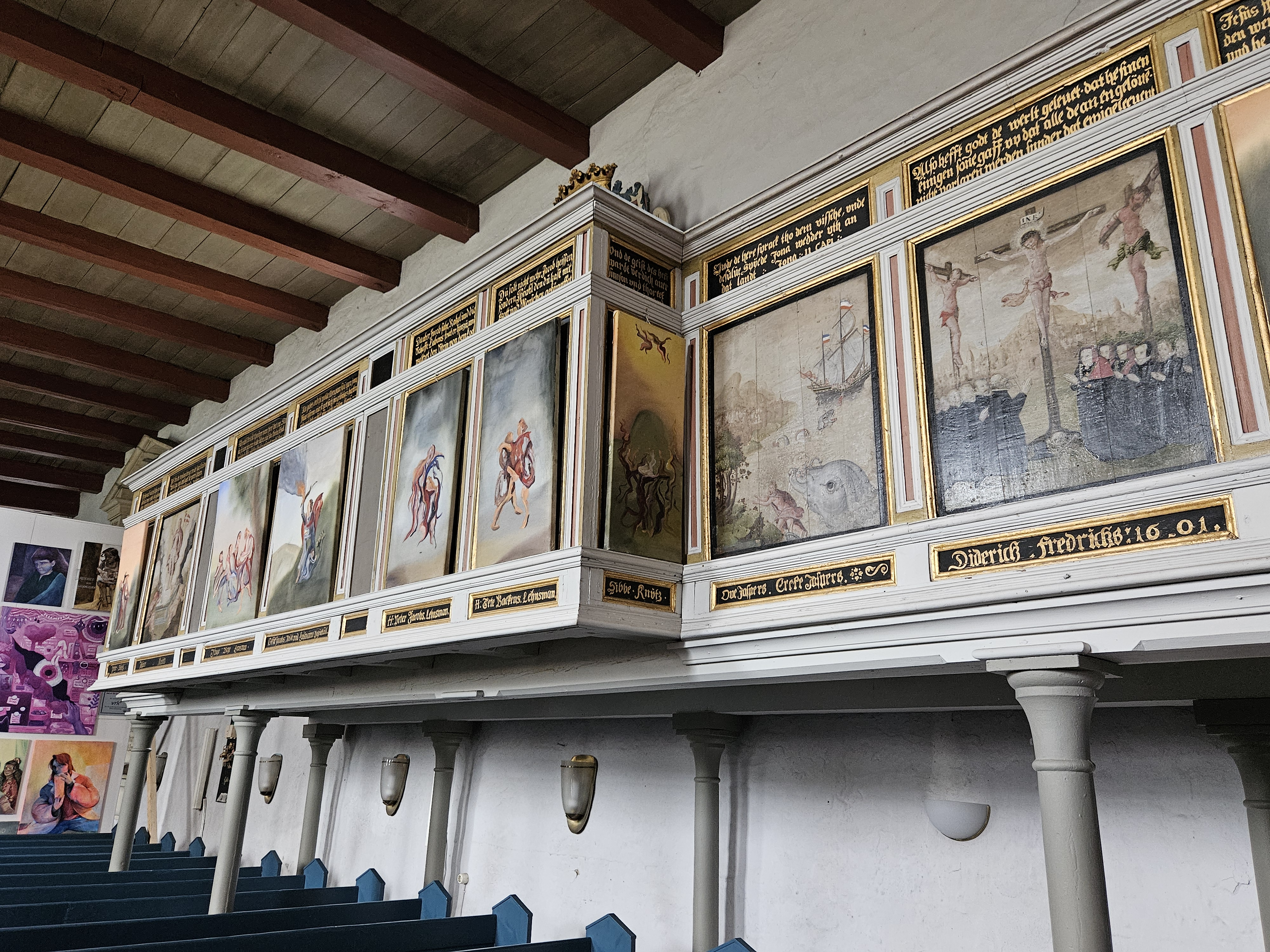
Bilderreihen an der Seitenempore (2024)

### Bilderreihen
Die Emporen der Kirche sind reich mit Gemälden ausgestattet, die verschiedene biblische Szenen darstellen. Die westliche Empore zeigt Bilder zum Vaterunser aus dem Jahr 1746, während die nördliche Empore Szenen aus dem Alten und Neuen Testament darstellt, die zwischen 1591 und 1601 entstanden sind. Besonders hervorzuheben sind die acht Bilder zu den Seligpreisungen im Turmraum sowie die bemalten Orgelemporen, die mit Szenen aus dem Vaterunser geschmückt sind.

### Epitaph Sibbe Boiens
Das Epitaph der Sibbe Boiens aus dem Jahr 1664 ist ein besonders wertvolles Kunstwerk in der St. Magnus Kirche. Es zeigt die Verstorbene in der typischen „Eiderstedter Tracht“ und die Anbetung der Hirten und Könige. Wer sie war, ist heute nicht mehr bekannt, aber das Epitaph ist ein wertvolles Zeugnis der regionalen Geschichte.

## Orgel

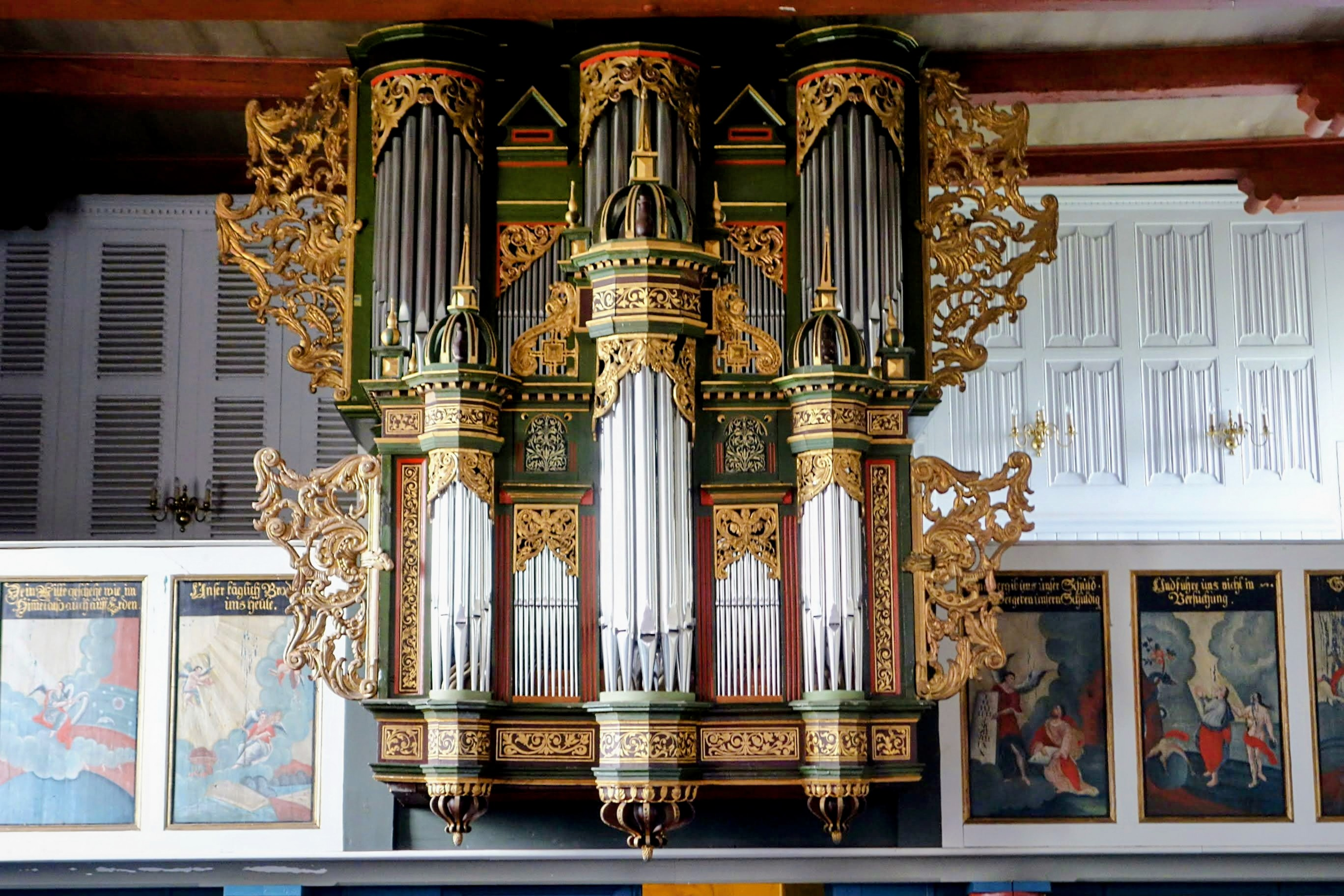
Paschen-Orgel (2022)

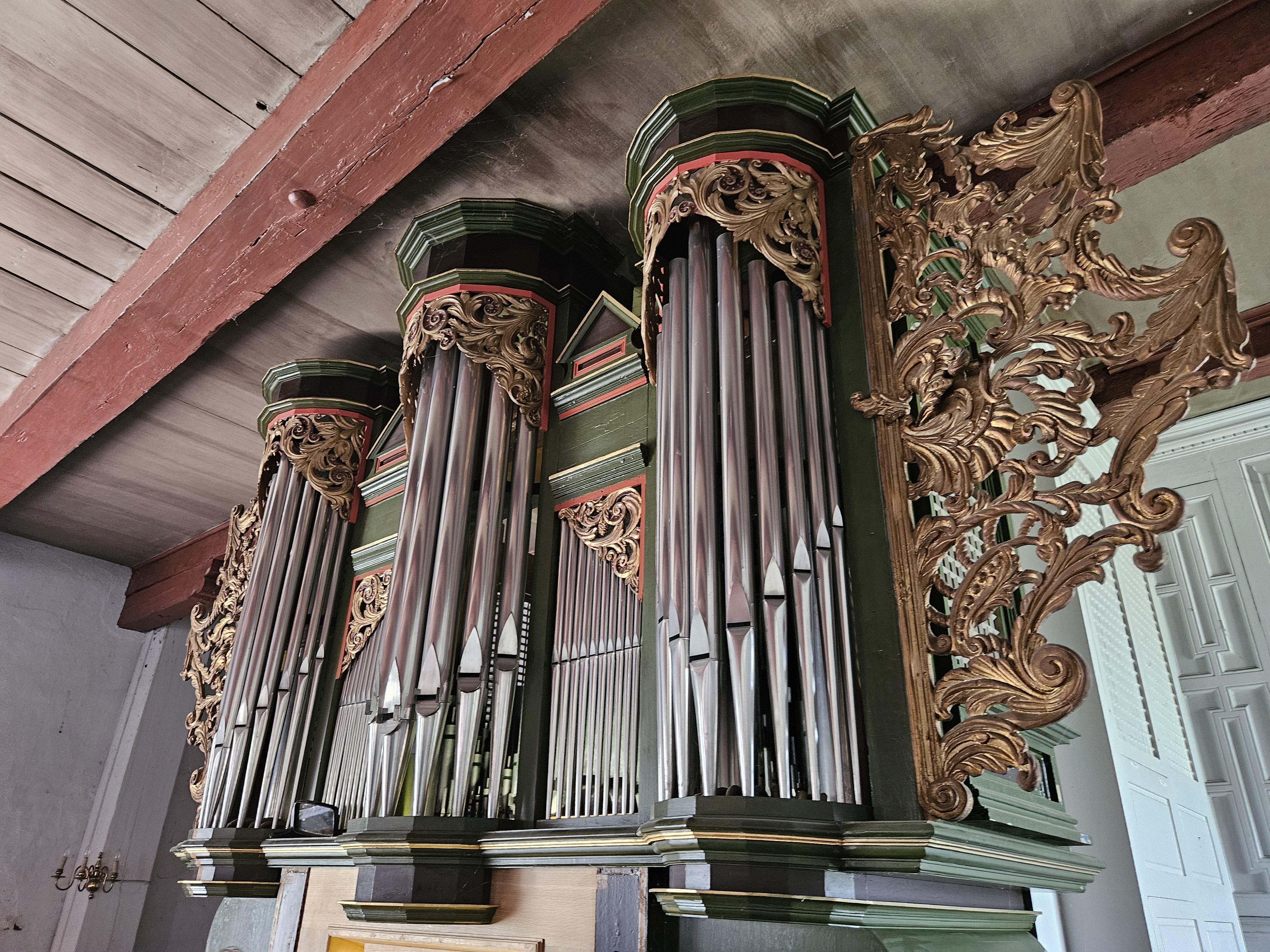
Nahansicht Orgelgehäuse (2024)

Orgeln haben in St. Magnus eine lange und bewegte Geschichte. Die erste Orgel wurde im Jahr 1591 erbaut. Sie war im niederländischen Stil gestaltet und verfügte vermutlich über 15 Register. Zwischen 1650 und 1665 wurde die Orgel um ein Rückpositiv erweitert und zu einem Instrument mit 26 Registern ausgebaut. 1899 erfuhr sie einen umfassenden Umbau durch den Flensburger Orgelbauer Emil Hansen. Dabei wurde die Orgel in das Gehäuse einer Ladegast-Orgel integriert, welche die Gemeinde aus Hamburg-Eilbek erwarb.
Nach mehreren Umbauten in den 1940er und 1950er Jahren wurde die Orgel 1967/1983 von der Firma H.O. Paschen aus Leck mit elektrischen Schleifladen neu errichtet. Eine bedeutende Überarbeitung erfolgte 2007, bei der die Orgel neu intoniert wurde und einen neuen mechanischen Spieltisch erhielt sowie mit einer historischen Stimmung, ungleichschwebend nach Johann Georg Neidhardt „für eine kleine Stadt“ (1723), versehen wurde, die dem barocken Klangbild des Instruments entspricht. Heute verfügt die Orgel über 22 Register auf zwei Manualen und Pedal. Ihre Disposition lautet:
| I. Rückpositiv C–g3 |       |
| Gedackt             | 8′    |
| Prinzipal           | 4′    |
| Rohrflöte           | 4′    |
| Oktave              | 2′    |
| Quinte              | 1 ⁄3′ |
| Scharff III         |       |
| Vox humana          | 8′    |
| Tremulant           |       |

| II. Hauptwerk C–g3 |       |
| Prinzipal          | 8′    |
| Rohrflöte          | 8′    |
| Oktave             | 4′    |
| Gemshorn           | 4′    |
| Oktave             | 2′    |
| Sesquialter II     | 2 ⁄3′ |
| Mixtur IV–VI       | 1 ⁄3′ |
| Waldflöte          | 2′    |
| Trompete           | 8′    |

| Pedal C–f1       |     |
| Subbaß           | 16′ |
| Flötenprincipal  | 08′ |
| Gedacktbaß       | 08′ |
| Choralflöte      | 04′ |
| Rauschpfeife III | 02′ |
| Posaune          | 16′ |

- Koppeln: II/I, II/P, I/P

## Kunst in der Kirche
Seit 2020 wird die Tatinger Kirche auch als Kunst- und Digitalkirche genutzt. Regelmäßig finden Kunstausstellungen statt, die eigens für die Kirche konzipiert wurden. Kunstwerke von namhaften Künstlern und moderne Installationen, wie der Avatar am Altar, der auf Wunsch eine Predigt hält, tragen zur lebendigen Auseinandersetzung mit dem Glauben bei.

## Kirchengemeinde
Die St.-Magnus-Kirche gehört zur Kirchengemeinde St. Peter-Ording und Tating (SPOT), die neben Tating auch die St.-Peter-Kirche in St. Peter-Dorf und die St. Nikolai Kirche in Ording umfasst. Die Kirche ist nicht nur ein Ort für Gottesdienste, sondern auch ein Raum für besondere Veranstaltungen und Kunst. Regelmäßige Gottesdienste und eine Vielzahl an kulturellen Angeboten laden Einheimische und Gäste gleichermaßen ein, die Kirche als lebendigen Ort des Glaubens zu erleben.